# Когершинський сільський округ
Когерши́нський сільський округ (каз. Көгершін ауылдық округі, рос. Когершинский сельский округ) — адміністративна одиниця у складі району Турара Рискулова Жамбильської області Казахстану. Адміністративний центр — село Когершин.
Населення — 3482 особи (2021; 3331 у 2009, 3173 у 1999, 3225 у 1989).
Станом на 1989 рік існувала Актоганська сільська рада (села Абулкаїр, Когершин, Косапан). 1997 року Актоганський сільський округ був лвіквідований та приєднаний до складу Кумарицького сільського округу. 2001 року зі складу Кумарицького сільського округу був виділений Кокдоненський сільський округ, до його складу увійшли також і населені пункти колишнього Актоганського сільського округу. 2002 року зі складу Кокдоненського сільського округу був виділений Когершинський сільський округ. У період 2004-2009 років село Абилкаїр було передане до складу Акнієтського сільського округу.

## Склад
До складу округу входять такі населені пункти:
| Населений пункт | Старі назви | Населення, осіб (1989) | Населення, осіб (1999) | Населення, осіб (2009) | Населення, осіб (2021) |
| --------------- | ----------- | ---------------------- | ---------------------- | ---------------------- | ---------------------- |
| Когершин, село  | -           | 2959                   | 3060                   | 3238                   | 3482                   |
| Косапан, село   | -           | 266                    | 113                    | 93                     | 0                      |